# Methylatropine
Methylatropine (tên thương mại Eumydrin) là một dẫn xuất belladonna.